# San Ignacio (Ponga)
San Ignacio (oficialmente en asturiano El Beyu) es una parroquia española del concejo de Ponga, perteneciente a la comunidad autónoma de Asturias. En 2023, tenía empadronados 34 habitantes.